# Feldmann & Marschel
Feldmann & Marschel war eine Glockengießerei mit Sitz in der westfälischen Stadt Münster. Die Firmengebäude standen in der Loddenheide (Albersloher Weg 100, Halle C, Block 46). Firmeninhaber waren Josef Feldmann (1894–1979) und sein Schwiegersohn Georg Marschel (1911–1968). Das Unternehmen bestand von 1950 bis 1968.

## Geschichte
Josef Feldmann war zuvor bei der Firma Petit & Gebr. Edelbrock in Gescher als Glockengießer tätig. Er machte sich dann selbständig und begründete am 1. Januar 1950 sein eigenes Unternehmen; der Betrieb wurde am 24. Mai 1950 eröffnet, das Gewerbe am 7. März 1951 angemeldet. Die Firma geriet später in finanzielle Schwierigkeiten, ab dem 5. Dezember 1960 änderte sich der Name auf Glockengießerei Monasterium Eijsbouts KG. Am 22. März 1968 wurde der Betrieb rückwirkend zum 31. Dezember 1967 abgemeldet, die Firmenunterlagen von der Eifeler Glockengießerei in Brockscheid übernommen.
Das Hauptwerk war der 1956 erfolgte Neuguss des Domgeläuts zu Münster, die größte gegossene Einzelglocke ist der Kardinal (fis0, 7604 kg).
Mit der Übernahme und Umfirmierung zu „Monasterium Eijsbouts“ wurden in den Kronen der Glocken Eisenarmierungen eingegossen. Durch Rosten dieser Armierungen entstehen irreparable Dauerschäden. Derartige Fälle wurde an den Glocken der Auferstehungskirche in Münster im Sommer 2009 festgestellt; sie wurden zu Ostern 2010 durch neue ersetzt. Bereits 1995 hatte man die gleichen Schäden an mehreren Glockenkronen aus dem Gussjahr 1961 an Glocken festgestellt. So in St. Laurentius in Giesel durch Rissbildung in den Glocken und in St. Antonius in Münster festgestellt. Die hier betroffenen Glocken wurden von der Pfarrgemeinde im Jahr 1997 durch neue ersetzt.

## Werke (Auswahl)
| Ort                                                      | Nominale                                    | Gewicht (in kg) | Gussjahr | Anmerkungen                                                                                         |
| -------------------------------------------------------- | ------------------------------------------- | --------------- | -------- | --------------------------------------------------------------------------------------------------- |
| St. Georg (Eiterfeld)                                    | d1–e1–fis1–a1–h1                            |                 | 1950     | |
| St. Bonifatius (Kalbach-Uttrichshausen)                  | g1–a1–c2–d2                                 |                 | 1950     | Ergänzung zu einer Glocke (g2) von Gebrüder Ulrich aus Apolda                                       |
| St. Johannes Evangelist (Kloster Michelfeld (Oberpfalz)) | es1                                         | ca. 1.300       | 1951     | |
| St. Barbara (Duisburg)                                   | a'+6                                        | 450             | 1952     | St.-Barbara-Glocke                                                                                  |
| St. Jakobus (Harheim)                                    | fis1–a1–h1–cis2                             | 1785            | 1952     | |
| Minoritenkirche (Köln)                                   | h1–d2                                       | 440             | 1952/54  | h1 (1954), d2 (1952)                                                                                |
| St. Marien (Bebra)                                       | e1–fis1–h1                                  |                 | 1953     | Zuguss zu einer Patenglocke von 1740, Schlagton gis1                                                |
| St. Remigius (Viersen)                                   | gis0–h0–dis1–fis2–gis2                      | 10.070          | 1953     | Zuguss zu zwei historischen Glocken von 1506 und 1526, Schlagtöne cis1 und dis2                     |
| St. Willibrord (Merkstein)                               | fis1                                        | ca. 650         | 1953     | St.-Sebastian-Glocke                                                                                |
| Maria Frieden (Werne)                                    | ges1–as1–b1                                 |                 | 1953     | |
| St.-Johannis-Kirche (Petersdorf auf Fehmarn)             | cis1                                        | 2300            | 1954     | |
| St. Stephanus (Neuss-Grefrath)                           | d1–f1–g1                                    | 3400            | 1954     | |
| St. Maria Himmelfahrt (Greven)                           | e1–g1–a1–h1                                 |                 | 1954     | |
| St. Canisius (Berlin)                                    | d1–e1–fis1–a1                               | 3570            | 1955     | |
| St. Cyriakus (Weeze)                                     | cis1–dis1–e1–fis1–gis1–h1                   | 6.380           | 1955     | |
| St. Jakobus (Dinslaken)                                  | g1–h1                                       | 830             | 1955     | |
| St. Vicelin (Lübeck)                                     | c2                                          |                 | 1956     | |
| Dom zu Münster (Domgeläut)                               | fis0–gis0–h0–cis1–(e1)–fis1–gis1–h1–cis2–e2 | 19591           | 1956     | 9 von 10 Glocken (e1 ist Ankauf aus Schermbeck)                                                     |
| St. Cyriakus (Bottrop)                                   | c1–es1–f1–g1                                | 5550            | 1956     | |
| Düsseldorfer Jonges (Düsseldorf)                         | e2                                          | 265             | 1957     | Heimatglocke                                                                                        |
| Weihnachtskirche (Berlin-Spandau)                        | fis1–a1–h1                                  | 1.335           | 1957     | |
| St. Peter (Büderich)                                     | e1–fis1–a1–h1                               | 2750            | 1957     | |
| St. Johannes der Täufer (Alkenrath)                      | h1–cis2                                     | 530             | 1958     | |
| St. Paulus (Berlin)                                      | e1–fis1–g1–a1–h1                            | 2940            | 1958     | |
| St. Bernhard (Berlin-Tegel)                              | e–fis–gis–a                                 | 2560            | 1958     | |
| St. Joseph (Münster)                                     | h0–d1–e1–g1–a1                              |                 | 1958     | |
| Dreifaltigkeitskirche (Schortens)                        | d2–f2                                       |                 | 1958     | |
| Herz Jesu (Viersen-Dülken)                               | es1–g1–b1                                   |                 | 1958     | |
| St. Johann Baptist (Köln)                                | es1–ges1–as1–b1–ces2–des2                   | 3640            | 1959     | |
| St. Maria (Sontra)                                       | a1-c2-d2                                    |                 | 1959     | |
| St. Antonius (Vorst)                                     | f1–g1–b1–c2–d2                              |                 | 1959     | |
| St. Petrus (Wetten)                                      | f1                                          | 956             | 1959     | Friedensglocke                                                                                      |
| St. Barbara (Neuss)                                      | as1–b1–des2                                 | 1080            | 1954     | |
| St. Antonius (Münster)                                   | d1–e1–f1–g1–a1                              |                 | 1961     | Bereits 3 Glocken (d1–e1–g1) wegen Korrosion in den Kronen 1997 durch neue der Fa. Rincker ersetzt. |
| Allerheiligenkirche (Borsigwalde)                        | g1–b1–c2–d2                                 |                 | 1961     | |
| St. Johannes (Werne)                                     | e1–fis1–gis1–h1–cis2–e2                     |                 | 1964     | |
| St. Margareta (Münster)                                  | e1–g1–a1–c2                                 |                 | 1966     | |